# Around the World (Mariah Carey)
Around the World è un album-video della cantautrice statunitense Mariah Carey, pubblicato nel 1999. 

## Tracce
1. Programme Start
2. Butterfly Intro/Emotions
3. Fantasy
4. Dreamlover
5. My All
6. Japan / New York
7. Conversation with Brenda K. Starr
8. I Still Believe
9. I'll Be There
10. Fun in Australia
11. Hopelessly Devoted to You (con Olivia Newton-John)
12. 1's Fan Appreciation Party
13. Whenever You Call (con Brian McKnight)
14. Honey
15. Hero

Bonus Video
1. Butterfly
2. Breakdown (featuring Krayzie Bone & Wish Bone)
3. The Roof (Back in Time)
4. My All